# 헬로 카봇의 등장 카봇 목록
《헬로 카봇》에 등장하는 카봇들의 목록이다.

## 일반 카봇(Normal)
- 카봇 X
- 하이드
- 트루
- 골드렉스
- 제트렌
- 스피너블
- 버디가드
- 테크노마스터
- 라란자
- 일렉트롬
- 레포스
- 빅터
- 펀치마스터
- 호프
- 본 X
- 테이프 삼형제(나이트 X, 루크 X, 폰 X)
- 베어하이더
- 이글하이더
- 메가볼드
- 비트런
- 오토소닉
- 컨버스터
- 스타피너
- 마이티로(티로)
- 호크 X
- 우가바 X
- 라이캅스(6대의 폴리스 크루들 포함)
- 파이언트(5대의 파이어 크루들 포함)
- 메디언트(6대의 에이더 크루들 포함)
- 아이누크(5대의 레스큐 크루들 포함)
- 아이언트(6대의 엔지니어 크루들 포함)
- 앵그리퍼프(마이너 크루 포함)
- 유니크루저(파일럿 크루, 윙 크루저 포함)
- 제트크루저(에어 크루, 윙 파이터 포함)
- 파워크루저(빌드 크루, 파워봇/탱크/젯 포함)
- K-캅스 X(캅스 X＋썬더 X＋스피드 X＋터보 X/K-크루 포함)
- 마이티가드 X(가드 X＋헬프 X＋레디 X＋큐어 X/마이티 크루 포함)
- 마이스터 X
- 아티 X
- 세이버 X
- 페이저
- 소닉붐
- 로더
- 이그리붐
- 푸르디붐
- 서포티붐
- 드로캅
- 폴리스타 & 스카이스타
- 아이언스타
- 파이어스타
- 사파리세이버(드럼킹＋타이거붐＋호크하이＋스터번＋하울러)
- 킹가이즈 X
- 킹다이저 X
- 아머포스 X
- 럭키펀치(럭키＋펀치)
- 모:반(레이저＋레이저 카고)
- 울티맥스(정글러＋티엠피)
- 가디언트(덤피＋브로피)
- 마하피스(마하＋피스)
- 브레이로드(브레이브＋로드)
- 패트론 S(패트론＋스키드)
- 다이어 EX(다이어＋리프)
- 프라우드제트(프라우드＋제스티)
- 스타블래스터(블래스터＋스타비)
- 듀크
- 크랜
- 프론 X
- 스카이 X
- 에이스 X
- 댄디 X
- 스톰 X
- 라이프 X
- X 파이터 & X 라이너
- 캐논 X

## 유니티 카봇(Unity)
- 에반프라임(에반＋노바)
- 테로프라임(테로＋윈드)
- 피닉스프라임(피닉스＋피버)
- 미리내프라임(미리내＋리브)
- 무간프라임(무간＋사하)
- 카이온프라임(카이온＋파이어)
- 베노사프라임(베노사＋섀도우)
- 가고토스프라임(가고토스＋다크)
- 독꼬리프라임(독꼬리＋스팅)
- 그리핑크스프라임(그리폰＋스핑크스)
- 디스크캐논프라임(디스크캐논＋런처)
- 드라고닉스(라고＋범프)
- 메타팔콘(팔콘＋플래시)

## 에그 카봇(Egg)
- 티라쿵
- 트리쿵
- 프테라쿵
- 브라키쿵
- 모스쿵
- 스밀로쿵
- 스테쿵
- 피노쿵
- 모사쿵
- 플레쿵
- 랍토르쿵
- 아르케쿵
- 안킬로쿵
- 파라사쿵
- 디메트로쿵
- 아르시노쿵
- 파키케쿵
- 딜로포쿵
- 프테라드랍쿵
- 이구아드랍쿵
- 브론테로빅쿵(브론토＋프테로)
- 고람빅쿵(고르고＋람포링)

## 뱅 카봇(Bang)
- 잭슈트뱅(잭슈트 B(잭슈트＋타우)＋퓨처버스)
- 페로 B(페로＋파우)
- 나노티스 B(나노티스＋도우)
- 썬런뱅(썬런 B(썬런＋미우)＋파이트라)
- 호스퍼스 B(호스퍼스＋바우)
- 자크레인뱅(자크레인＋자크)

## 쌈바 카봇(Samba)
- 저스포스(포스＋폴리독)
- 레드와일러(와일러＋롱고)
- 나이트호퍼(호퍼＋앰뷰버드)
- 맥스도저(도저＋맥스릴라)
- 록캔(록＋아쿠아라이노)
- 샌드버스트(버스트＋와일레온)
- 드릴버스터(버스터＋몰리켓)
- 스톰다이버(다이버＋롤링크록)
- 킹가이더(쿨가이더(쿨＋트리카고)＋핫가이더(핫＋브라키레인))

## 붐바 카봇(Bumba)
- 스크류붐바
- 파워붐바

## 젬 카봇(Zem)
- 윙버드젬(윙버드＋윙버드카)
- 디고베어젬(디고베어＋디고베어도저)
- 토터젬(토터＋토터탱크)
- 인피니툴(톡시/로어/스나이퍼/캥복스젬 포함)

## 합체 카봇(Combination)
- 로드세이버 X(세이버 X＋마이스터 X＋아티 X)
- 자이언트로더(로더＋페이저＋소닉붐)
- 하이퍼캅스(드로캅＋이그리붐＋푸르디붐＋서포티붐)
- 스타가디언(파이어스타＋폴리스타＋스카이스타＋아이언스타)
- 아머다이저 X(킹다이저 X＋아머포스 X)
- 펜타스톰 X(스톰 X＋프론 X＋스카이 X＋에이스 X＋댄디 X)
- 그랜드 카봇 X(카봇 X＋X 파이터＋X 라이너)
- 자크 B(자크＋바우)

## 초합체 카봇(Super Combination)
- 슈퍼 패트론 S(패트론 S＋다이어 EX)
- 빌디언(프라우드제트＋스타블래스터)
- 그레이트 카봇 GX(그랜드 카봇 X＋캐논 X)
- 페로뱅(페로 B＋퓨처버스)
- 나노티스뱅(나노티스 B＋퓨처버스)
- 호스퍼스뱅(호스퍼스 B＋파이트라)
- 자크뱅(자크 B＋파이트라)

## 궁극합체 카봇(Ultimate Combination)
- 하이퍼 빌디언(빌디언＋듀크＋크랜)